# Сьвйонтково (Поморське воєводство)
Сьвйонтково (пол. Świątkowo, нім. Luisenhof) — село в Польщі, у гміні Битів Битівського повіту Поморського воєводства.
Населення — 255 осіб (2011).
У 1975-1998 роках село належало до Слупського воєводства.

## Демографія
Демографічна структура станом на 31 березня 2011 року:
|          | Загалом | Допрацездатний вік | Працездатний вік | Постпрацездатний вік |
| -------- | ------- | ------------------ | ---------------- | -------------------- |
| Чоловіки | 123     | 29                 | 85               | 9                    |
| Жінки    | 132     | 28                 | 85               | 19                   |
| Разом    | 255     | 57                 | 170              | 28                   |